# Salamiu
Salamiu (gr. Σαλαμιού) – wieś w Republice Cypryjskiej, w dystrykcie Pafos. W 2011 roku liczyła 265 mieszkańców.